# Siegessäule (Saint-Denis)

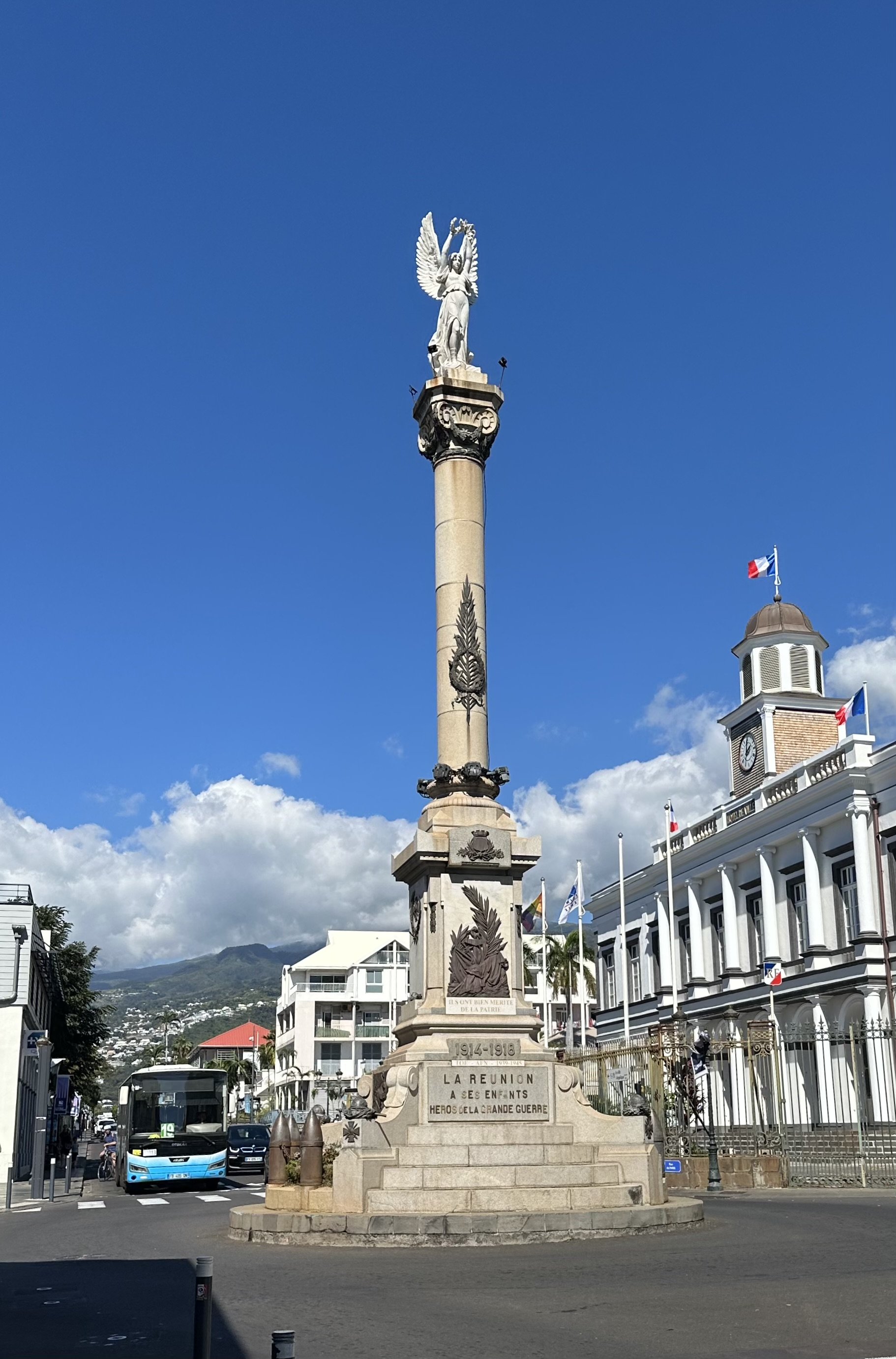
Blick von Norden, 2024

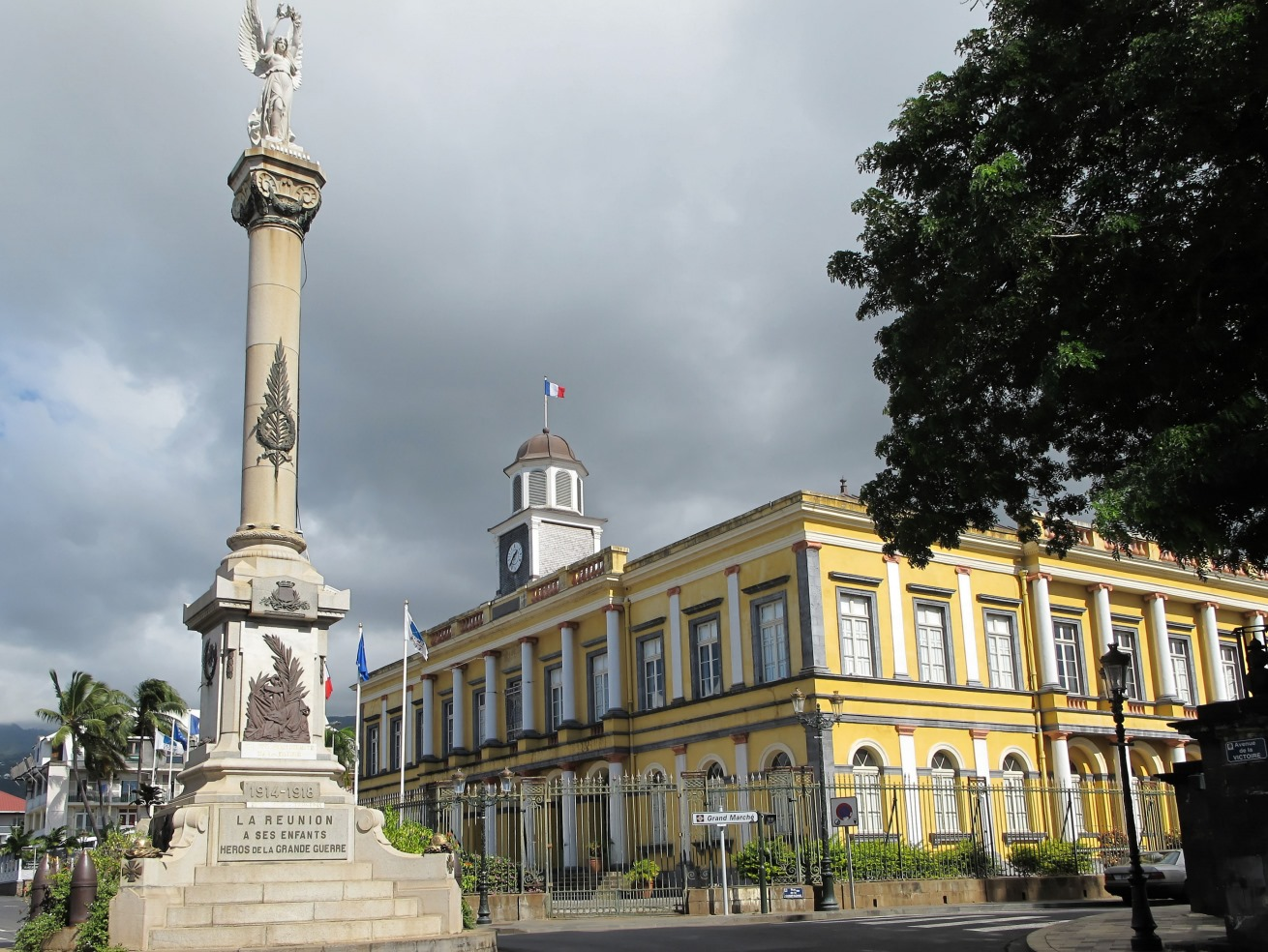
2010

Die Siegessäule (französisch Colonne de la Victoire) ist ein denkmalgeschütztes Kriegerdenkmal in Saint-Denis auf der französischen Insel Réunion. Sie erinnert an die Gefallenen des Ersten Weltkriegs.

## Lage
Das Denkmal befindet sich im Zentrum von Saint-Denis mittig auf der Straßenkreuzung, die von den Straßen Avenue de la Victoire, Rue de Paris und der Rue de la Compagnie gebildet wird.

## Architektur und Geschichte
Seit 1918 bestanden Pläne zur Errichtung eines Kriegerdenkmals. Zunächst hatte die Stadt Saint-Denis die Durchführung eines Wettbewerbs zur Erstellung eines Denkmals erwogen. Letztlich entschloss man sich jedoch zu einer Bestellung aus dem Katalog der Société des marbreries générales de Paris. Es wurde so eine Säule aus weißem Granit von Bécon-les-Granits in Maine-et-Loire geliefert. Bekrönt ist sie mit dem – aus weißem Carrara-Marmor geschaffenen – Engel als symbolischer Figur des geflügelten Siegs. Der Engel schwingt eine Lorbeerkrone. Darüber hinaus besteht am Fuß der Säule ein flaches Relief aus Bronze, auf dem ein Hahn auf einem Helm, umgeben von Flaggen, dargestellt ist. Die Säule ruht auf einem abgeschrägten Sockel. Am Sockel befinden sich als Teil der mittels Ketten erstellten Abgrenzung auch Artilleriegranaten.
Am Sockel besteht auf der nach Norden weisenden Seite die französische Inschrift:
ILS ONT BIEN MERITE

DE LA PATRIE

1914 - 1918

LA REUNION

A SES ENFANTS

HEROS DE LA GRANDE GUERRE
(deutsch Sie haben dem Vaterland gut gedient - La Réunion seinen Kindern, den Helden des großen Kriegs)
Zunächst war eine Aufstellung im Viertel Barachois an der Küste des Indischen Ozeans geplant. Als Standort wurde dann jedoch der heutige, nahe dem Rathaus Saint-Denis gelegene gewählt. Die Arbeiten zur Aufstellung erfolgten unter der Leitung des Gemeindeingenieurs Auguste Bénard. Die Einweihung des Denkmals fand am 23. Dezember 1923 statt. Die Namen der gefallenen Soldaten sind in der Halle des Rathauses verzeichnet.
1941 wurde im Denkmal eine Urne mit französischer Erde eingebracht und versiegelt. Unter der Jahresangabe wurden später als Verweis auf den Zweiten Weltkrieg kleiner auch die Jahreszahlen 1939–1945 angebracht.
Die offizielle Bezeichnung des Denkmals lautet Monument aux Morts (deutsch: Denkmal für die Toten). Seit dem 17. Oktober 2007 ist das Denkmal als Monument historique ausgewiesen.